# Medianas Zabuniorum
Medianas Zabuniorum (łac. Diocesis Medianensis Zabuniorum) – stolica historycznej diecezji w Cesarstwie rzymskim, w prowincji Mauretania Sitifense, zlikwidowana w VII w. podczas ekspansji islamskiej, współcześnie w północnej Algierii. Obecnie katolickie biskupstwo tytularne.

## Biskupi
| Lp. | Biskup             | Funkcja                                | Od                   | Do               |
| --- | ------------------ | -------------------------------------- | -------------------- | ---------------- |
| 1   | Pablo Jourdán      | biskup pomocniczy Montevideo (Urugwaj) | 24 lipca 2018        | 15 września 2021 |
| 2   | Fernando Francisco | biskup pomocniczy Luandy (Angola)      | 28 października 2021 |                  |